# Uranium(IV)fluoride
Uranium(IV)fluoride of uraniumtetrafluoride (ook wel groenzout genoemd) is een anorganische verbinding van fluor en uranium, met als brutoformule UF4. Bij kamertemperatuur is het een groene kristallijne vaste stof, die met grote moeite oplosbaar is in water. Het is een tussenproduct tussen uranium(VI)fluoride (UF6) en uranium(IV)oxide (UO2) en metallisch uranium.

## Synthese
Uranium(IV)fluoride kan bereid worden door reactie van waterstoffluoride met uranium(IV)oxide:
{\displaystyle {\ce {UO2 + 4HF -> UF4 + 2H2O}}}
Een andere methode is de reductie van uranium(VI)fluoride met waterstofgas:
{\displaystyle {\ce {UF6 + H2 -> UF4 + 2HF}}}
Zuiver uranium(IV)fluoride ontstaat door droog dichloordifluormethaan te leiden over uranium(VI)oxide bij 400 °C:
{\displaystyle {\ce {UO3 + 2CCl2F2 -> UF4 + Cl2 + COCl2 + CO2}}}

## Kristalstructuur
Uranium(IV)fluoride kristalliseert in een monoklien kristalstelsel en behoort tot ruimtegroep C2/c. De parameters van de eenheidscel bedragen:
- a = 1273 pm
- b = 1075 pm
- c = 843 pm
- β = 126°

Er komen per eenheidscel twaalf formule-eenheden voor.

## Eigenschappen en reacties
Uranium(IV)fluoride kan niet lang opgeslagen worden en hydrolyseert in vochtige lucht, waarbij uranium(IV)oxide en het corrosieve waterstoffluoride gevormd worden:
{\displaystyle {\ce {UF4 + 2H2O -> UO2 + 4HF}}}

## Toxicologie en veiligheid
Uranium(IV)fluoride is giftig bij inademen of inslikken. Het stapelt zich op in de lever en de nieren. Het is - net als alle uraniumverbindingen - radioactief, maar de precieze activiteit is afhankelijk van de isotopische samenstelling.